# Кузьменко Дмитро Павлович
Дмитро́ Па́влович Кузьме́нко (1991—2020) — сержант Збройних сил України, учасник російсько-української війни.

## З життєпису
Народився 1991 року в селі Райки (Бердичівський район Житомирської області).
У 2013 році закінчив Національний юридичний університет ім. Ярослава Мудрого (факультет підготовки кадрів для Державної пенітенціарної служби України). Працював у виправній колонії, згодом — вступив на військову службу за контрактом; сержант, військовослужбовець 54-го (47-го ?) окремого загону спецпризначення.
13 травня 2020 року трагічно загинув під час виконання навчально-бойових завдань в зоні проведення боїв біля Краматорська — десантування з малої висоти із вертольота у воду. Тоді ж загинув майор Андрій Супріган.
16 травня 2020 року похований в селі Райки. В останню путь односельці проводили на колінах.
Без Дмитра лишилися батьки Галина та Павло Кузьменки і сестра.

## Нагороди та вшанування
- Указом Президента України № 360/2020 від 27 серпня 2020 року за «особисту мужність і самовіддані дії, виявлені у захисті державного суверенітету та територіальної цілісності України» нагороджений орденом «За мужність» III ступеня (посмертно)[3]